# Jon Schofield
Jon Schofield (n.  ?) este un muzician australian, medaliat olimpic. A participat la o ediție a Jocurilor Olimpice (2012) în care a câștigat o medalie de bronz.

## Participări
Lista de mai jos prezintă principalele competiții la care a participat Jon Schofield de-a lungul carierei.
- canoeing at the 2012 Summer Olympics – men's K-2 200 metres[*]